# Die Abenteurer (Heftroman)
Die Abenteurer – Auf der Suche nach den letzten Rätseln der Erde war eine Heftromanserie aus dem Bastei-Verlag, die 1992 und 1993 in 38 Ausgaben erschien. Sie handelt von den Erlebnissen einer Gruppe semi-professioneller Archäologen, die, für eine Organisation namens A.I.M. arbeitend, auf eine weltweit verstreute Spur nach Atlantis stoßen. Vorbilder der Serie waren u. a. Indiana Jones und die Geschichten um den klassischen Pulp-Helden Doc Savage. Ebenso finden sich in den Texten allerdings auch umfangreiche Bezüge u. a. auf Twin Peaks, Die Blues-Brothers und vieles mehr.
Autoren der Hefte waren u. a. Hubert H. Simon und Robert de Vries, als Gastautor schrieb Wolfgang Hohlbein.
Die Handlung der Serie war zyklisch aufgebaut. Aufgrund der abrupten Einstellung der Heftserie fand dabei der erste Zyklus der 'Abenteurer' sein Ende erst in Taschenbuchnachdrucken des Bastei-Verlags, die ab 1996 veröffentlicht und mit zusätzlichen Schlusskapiteln versehen wurden. Ein zweiter Zyklus lief ab 2003 in 14 Bänden als Hardcover-Ausgabe im Zaubermond-Verlag.

## Crossover
Figuren der Serie hatten in den frühen Neunzigerjahren Gastauftritte in den Bastei-Heftserien Dino-Land und Trucker-King. 2011 spielte die Figur des erstmals in Ausgabe 20 der Abenteurer geschilderten Zerstörers eine Hauptrolle in diversen Maddrax-Heften. Ende 2011 startete die auf 12 Hefte angelegte Miniserie 2012, die den Kosmos von Die Abenteurer und Maddrax verknüpfen soll.

## Hefte
- 1: Das magische Auge. Hubert H.Simon
- 2: Die Insel der Götter. Hubert H.Simon
- 3: Die unsichtbare Macht. Hubert H.Simon
- 4: Das Erbe von Stonehenge. Frank Thys
- 5: Die versunkene Stadt. Hubert H.Simon
- 6: Das Schiff des Todes. Hubert H.Simon
- 7: Die Brut. Marten Veit
- 8: Der Goldkopf von Yukatan. Hubert H.Simon
- 9: Das Tor der Rätsel. Marten Veit
- 10: Der Weg des Orakels. Robert de Vries
- 11: Todesfalle Bangkok. Frank Thys
- 12: Der Mann in Schwarz. Hubert H.Simon
- 13: Wo Menschen wie Götter sind…. Frank Thys
- 14: Kloster der Prüfungen. Robert de Vries
- 15: Auf dem Dach der Welt. Marten Veit
- 16: Das Grab des ersten Kaisers. Hubert H.Simon
- 17: Die Stadt der Skelette. Hubert H.Simon
- 18: Im Reich der Göttin Khom. Robert de Vries
- 19: Inferno unter dem Meer. Hubert H.Simon
- 20: Der Zerstörer. Robert de Vries
- 21: Der Fluch der Maske. Wolfgang Hohlbein
- 22: Terror in New York. Hubert H.Simon
- 23: Töte Sutherland. Robert de Vries
- 24: Die steinernen Götter. Frank Thys
- 25: Das Geheimnis von Oake Dun. Hubert H.Simon
- 26: Das Camp am Ayers Rock. Hubert H.Simon
- 27: Rätsel der Vergangenheit. Hubert H.Simon
- 28: Tod im Moor. K. H. Prieß
- 29: Die Gralsjäger. Hubert H.Simon
- 30: Elwood. Robert de Vries
- 31: Das Versteck der Bundeslade. K.H. Prieß
- 32: Der Höllenschlund. Hubert H.Simon
- 33: Traumzeit. Marten Veit
- 34: Im Land der Kreuzritter. Robert de Vries
- 35: Das Ende der Tempelritter. Robert de Vries
- 36: Sturm auf Oake Dun. Hubert H.Simon
- 37: Der Tyrann von Guatemala. Marten Veit
- 38: Der Rinderbaron. Marten Veit

Im Bastei-Verlag erschienen die Romanhefte als Buchreihe neu:
- 1: Die Abenteurer – Auf den Spuren von Atlantis. Bastei-Lübbe, 1996, ISBN 3-404-13765-5.
- 2: Die Abenteurer – Das Tor nach Atlantis. Bastei-Lübbe, 1997, ISBN 3-404-13912-7.
- 3: Die Abenteurer – Gefahr aus der Vergangenheit. Bastei-Lübbe, 1999, ISBN 3-404-14203-9.
- 4: Die Abenteurer – Der Heilige Gral. Bastei-Lübbe, 1999, ISBN 3-404-14228-4.
- 5: Die Abenteurer – Die schwarze Pyramide. Bastei-Lübbe, 2000, ISBN 3-404-14325-6.